# Симон I (Спонхайм-Кройцнах)
Симон I фон Спонхайм-Кройцнах (на немски: Simon I von Sponheim-Kreuznach“; * между 1210/1215; † 8 април 1264) от род Спанхайми е първият граф на предното графство Спонхайм от 1223 до 1264 г., основател на линията Кройцнах (Горно графство Спонхайм).
Той е син на граф Готфрид III фон Спонхайм († 1218) и на наследничката Аделхайд фон Сайн († 1263), дъщеря на граф Хайнрих I фон Сайн-Зафенберг († 1203) и Агнес фон Зафенберг († 1200).
Симон I управлява с братята си Йохан I († 1266) и Хайнрих I († 1259). Между 1223 и 1237 г. братята си разделят цялото наследство. Симон I получава 2/3 от графството Спонхайм и основава Горното графство Спонхайм (линията Кройцнах). Брат му Йохан I получава 1/3 от графството Спонхайм и основава Долното графство Спонхайм (линията Щаркенбург) и е наследник на графство Сайн. Брат му Хайнрих I се жени за наследничката на господство Хайнсберг и основава линията Спонхайм-Хайнсберг. Полубрат му Еберхард (от втория брак на майка му Аделхайд с графа на Еберщайн) трябва да получи графство Сайн, но умира рано.
Симон I се жени през 1244 г. за Маргарета фон Хаймбах/Хенгебах (* 1218; † 1291/1299), дъщеря на Еберхард III фон Хаймбах/Хенгебах, фогт фон Цюлпих († 1237), и Елизабет фон Хохщаден († сл. 1253), дъщеря на Лотар I фон Аре-Хохщаден.

## Деца
- Йохан I (1245/1250 – 1290), граф на предното графство Спонхайм
- Имагина († сл. 1305), ∞ на 3 август 1270 г. Валтер II господар на Геролдсек († 1289)
- Хайнрих I († 1310), основател на линията Боланден-Даненфелс
- Мехтхилд (1246 – 1270/1282), ∞ пр. 1268 г. граф Фридрих IV фон Лайнинген († 1316)
- Еберхард, основател на линията Неф
- Лутер